# Johanna Koch
Johanna Koch (geboren 11. November 1866 in Cannstatt bei Stuttgart; gestorben 8. Juli 1951 ebenda) war eine deutsche Malerin und Bildhauerin.

## Leben

### Jugend und Ausbildung
Koch lebte zeitlebens in Cannstatt (ab 1933 Bad Cannstatt, nach 1945 Stuttgart-Bad Cannstatt), einem in ihrer Jugendzeit bekannten Kurort in der Nachbarschaft zu Stuttgart. Koch besuchte dort die Höhere Töchterschule und nahm zunächst Privatunterricht bei der Zeichenlehrerin Susanne Jacobi und anschließend zwei Jahre in Freilichtmalerei und Figurenzeichnen bei dem Maler und Professor des Königin-Katharina-Stifts Gustav Conz. Von 1884 bis 1892 besuchte sie die Königliche Kunstschule Stuttgart, nahm dort Unterricht bei Jakob Grünenwald, Albert Kappis und Friedrich von Keller und beteiligte sich auch an Sommerexkursionen. Sie war eingeschrieben als Malerin und außerordentliches Mitglied. Bei Beginn ihres Studiums im Sommersemester 1884 war sie noch eine von 24 weiblichen und 56 männlichen Studierenden, während sie im Sommersemester 1892 die einzige weibliche Studentin unter 53 männlichen Studenten war.

### Künstlerin
Koch deckte ein breites Spektrum der Malerei ab: Sie realisierte Werke der Figuren-, Genre-, Porträt- und Landschaftsmalerei. Als charakteristische Werke werden Frühling, Unterm Apfelbaum, Psyche und Im Dachkämmerchen erwähnt. Später entstanden auch gegenständliche Werke wie Porträtbüsten und Sandsteinarbeiten. Koch unternahm zahlreiche Studienreisen in die Niederlande, nach Paris und an den Gardasee.
Koch war von 1894 bis 1951 Mitglied des Württembergischen Malerinnenverein (WMV) in Stuttgart, wo sie vor dem Ersten Weltkrieg im Verwaltungsausschuss und in der Jury tätig war. Als Keller-Schülerin errang sie bei der ersten Ausstellung des WMV besondere Beachtung. Von 1905 bis 1911 leitete sie zusammen mit dem Genre- und Landschaftsmaler Leo Bauer die Aktzeichenkurse des WMV. 

„Fürs Aktzeichnen wird ein Muskelmann angeschafft. Frl. Koch soll ihn besorgen!“

Auch nach der Neugründung des Vereins als Bund Bildender Künstlerinnen Württembergs wurde sie wieder Mitglied bis zu ihrem Tod 1951. Von 1915 bis 1927 war Koch zusätzlich Mitglied im Stuttgarter Ortsverein des Frauenkunstverbandes und von 1946 bis 1951 im Verband Bildender Künstler Württemberg.
Während des Zweiten Weltkriegs wurden ihre Wohnung und ihr Atelier in Bad Cannstatt zerstört.

## Ausstellungen
Hinweise auf Einzelausstellungen sind nicht vorhanden. Koch nahm seit 1893 an zahlreichen großen Kunstausstellungen ihrer Zeit mit eigenen Werken teil:
- 1893, 1899: Ausstellungen des Württembergischen Malerinnenvereins (WMV) im Museum der bildenden Künste in Stuttgart. Zur ersten Ausstellung des WMV 1893 trug Koch eine Porträtstudie und zur dritten Ausstellung des WMV 1899 die Ölgemälde Heimweg, Im Dachkämmerchen und Schlafendes Kind bei.[9]
- 1894: Fächerausstellung des WMV im Württembergischen Kunstverein Stuttgart.
- 1894 Kunstausstellungen im Glaspalast München; erstmals Teilnahme an einer Ausstellung außerhalb Stuttgarts mit dem Bild Morgen.[10]
- 1895 bis 1898, 1904, 1908 und 1912 Kunstausstellungen im Glaspalast München
- 1896: Internationale Kunstausstellung in Berlin
- 1898, 1900: Ausstellungen im Württembergischen Kunstverein Stuttgart. 1898 wurden Kochs Bilder Schlafende Psyche und Kinderporträt und 1900 Medea ausgestellt.[9]
- 1899, 1901 und 1906: Große Kunstausstellung in Berlin
- 1903, 1905, 1906: Ausstellung des WMV im Königlichen Landesgewerbemuseum. Koch beteiligte sich mit Landschaftskompositionen, dem Gemälde Ährensammlerin mit zwei Kindern und der Bronzegruppe Pferd und Führer.
- 1904: Große Kunstausstellung in Dresden
- 1908, 1909, 1912, 1920: Ausstellung des WMV in der Atelierhaus-Galerie
- 1909: Ausstellung Deutsche Kunst im Künstlerhaus Wien
- 1911, 1912, 1914 Ausstellungen im Württembergischen Kunstverein Stuttgart
- 1912: Große Kunstausstellung in Hannover.
- 1914: Kunst-Ausstellung des Verbandes der Kunstfreunde in den Ländern am Rhein im Königlichen Kunstgebäude Stuttgart. Der Beitrag von Koch war das Ölgemälde Sinnend.
- 1916: Ausstellung Württembergische Kunst 1891–1916, Ausstellung zu Ehren de 25-jährigen Regierungsjubiläums Seiner Majestät des Königs Wilhelm II. Zu dieser Ausstellung trug Koch das Ölgemälde Vorfrühling bei.
- 1921: Deutsche Kunstausstellung in Stuttgart. Hier wurde Kochs Ölgemälde Am Weiher ausgestellt.
- 1924: Ausstellung des Frauenkunstverbandes in Stuttgart. Von Koch dabei war Schneelandschaft.
- 1927: Jubiläumsausstellung
- 1948: Künstlerinnen sehen sich, WMV
- 2020: Der Traum vom Museum ‚Schwäbischer‘ Kunst, Kunstmuseum Stuttgart

## Werke
Einige von Kochs Werken sind in Besitz des Kunstmuseums Stuttgart:
- Neckar, Öl auf Leinwand, ohne Jahr
- Weber, Öl auf Leinwand, ohne Jahr
- Bauernhaus, Öl auf Leinwand, ohne Jahr
- Wiesental, Öl auf Leinwand, ohne Jahr
- Schwäbischer Bauer, Öl auf Leinwand, ohne Jahr

In der Kunstsammlung des Bundes Bildender Künstlerinnen Württembergs ist ein Bild von Koch vorhanden:
- Brustbild eines Knaben mit gesenktem Kopf, Öl auf Leinwand, ohne Jahr.

Der Verbleib von zahlreichen, durch Ausstellungen bekannte Werke, ist unbekannt.

## Weblink
- Elisabeth Skrzypek: „Eine der selbständigsten Künstlerinnen, die wir kennen“ – Die Cannstatter Malerin Johanna Koch. 6. Mai 2022, abgerufen am 6. Juni 2022.